# 19e eeuw v.Chr.
De 19e eeuw v.Chr. (van de christelijke jaartelling) is de 19e periode van 100 jaar, dus bestaande uit de jaren 1900 tot en met 1801 v.Chr. De 19e eeuw v.Chr. behoort tot het 2e millennium v.Chr.
Opmerking: Omdat in deze tijd de dateringen meestal niet veel nauwkeuriger zijn dan plusminus enkele tientallen jaren, worden in deze tijd de gebeurtenissen per eeuw weergegeven.

## Gebeurtenissen

### Europa
- ca. 1900 v.Chr. - In de Lage Landen begint het Bronstijdperk. Steeds vaker komen er koperen en bronzen voorwerpen voor in deze periode, er trekken handelaren met metalen voorwerpen rond in Nederland. De doden worden begraven in grafheuvels (Drenthe).

### Kreta
- ca. 1900 v.Chr. - Op Kreta ontstaat een meer gestileerd schrift (Minoïsch Lineair schrift), gebaseerd op lettergrepen.

### Egypte
- ca. 1880 v.Chr. - Koning Senoeseret II (1879 - 1872 v.Chr.) regeert als de vierde farao van de 12de dynastie. Onder hem ontstaan de handelswegen naar de Rode Zee en het schiereiland van Sinaï, alsook naar Kreta en Byblos.
- Farao Senoeseret II ontsluit de Fajoem (aanleg van het Moeris meer).
- ca. 1870 v.Chr. - Koning Senoeseret III (1872 - 1853 v.Chr.) de vijfde farao van Egypte (12e dynastie).
- ca. 1860 v.Chr. - Farao Senoeseret III laat een machtig fort bij Boehen bouwen op de westoever van de Nijl, bij het tweede cataract. Dit bolwerk dient als een strategische buitenpost voor het Egyptische leger.[1]
- ca. 1850 v.Chr. - Koning Amenemhat III (1853 - 1806 v.Chr.) de zesde farao van Egypte (12e dynastie).
- Farao Amenemhat III laat de Piramide van Hawara bouwen en verdeelt het Egyptische Rijk in vier administratieve regio's.
- ca. 1800 v.Chr. - Koning Amenemhat IV (1806 - 1798 v.Chr.) de zevende farao van Egypte (12e dynastie).

### Griekenland
- ca. 1850 v.Chr. - Rond deze tijd ontstaat in Griekenland de Midden-Helladische beschaving tot 1600 v.Chr.
- Indo-Europese stammen, Ioniërs en Eoliërs trekken in de Griekse gebieden binnen. De verschillende culturen zullen later versmelten in de Laat-Helladische cultuur rond 1100 v.Chr.

### India
- 1900 - 1300 v.Chr. Laat Harappan (Cemetery H) van de Indusvallei beschaving.
- 1900 - 1700 v.Chr. Laat Harappan 4 van de Indusbeschaving in Zuid-Azië.
- ca. 1800 - Rond die tijd trekken grote groepen Ariërs de westelijke uitlopers van de Himalaya over. De route die zij volgen leidt waarschijnlijk langs de beroemde Khyber Pas, die 70 km lang is. Deze pas is heden ten dage nog gevaarlijk en onbegaanbaar, 70 km lang dreigen overhangende rotsen de reizigers; een bar en woest landschap waar geen gras voor het vee te vinden is. Maar de moedige pioniers die doorzetten wachtte aan de andere kant het welig begroeide dal van de Indus.

### Anatolië
- In verschillende steden vestigen hebben Assyrische handelaars een karum gevestigd. Het belangrijkste centrum is Kaneš. Geleidelijk beginnen ook Anatoliërs vertrouwd te raken met het spijkerschrift.

### Mesopotamië
- ca. 1900 v.Chr. - In Assur (Irak) wordt de hoofdstad van Assyrië gebouwd. Economisch gezien is de stad belangrijk voor de handel tussen Aziatisch Turkije, Iran en andere gebieden rond de Perzische Golf.
- ca. 1860 v.Chr. - Koning Irra-Irnitti (1869 - 1861 v.Chr.) van Isin overlijdt na het nuttigen van te hete soep.
- ca. 1810 v.Chr. - Koning Shamshi-Adad I (1813 - 1781 v.Chr.) van Assyrië verovert Assur en het grootste deel van zuidelijk Mesopotamië. Onder zijn beleid neemt de handel in tin, zilver en wol toe.
- ca. 1800 v.Chr. -(ref. prof. Albright) - Abraham koopt volgens de Bijbel nabij Hebron een stuk grond van een Hettiet.
- Sumer beleeft zijn nadagen. Er zijn twee elkaar bestrijdende machtscentra, Larsa en Isin, die beide onder een vorstenhuis van vreemde oorsprong zijn en het land raakt allengs in verval. Het Sumerisch wordt verdrongen door het Semitisch.

Dynastie Babylon (1894 - 1793 v.Chr.)
- 1894 - 1881 v.Chr. Sumu-Abum
- 1881 - 1845 v.Chr. Sumu-la-El
- 1845 - 1831 v.Chr. Sabium
- 1831 - 1813 v.Chr. Apil-Sin
- 1813 - 1793 v.Chr. Sin-Muballit

- Koning Sin-Muballit is de vader van Hammurabi

Dynastie Larsa (Elamieten) (2025 - 1763 v.Chr.)
- 1894 - 1886 v.Chr. Sumuel
- 1866 - 1850 v.Chr. Nuradad
- 1850 - 1843 v.Chr. Sinidinam
- 1843 - 1841 v.Chr. Sineribam
- 1841 - 1836 v.Chr. Siniqisham
- 1836 - 1835 v.Chr. Silliadab
- 1835 - 1834 v.Chr. Chedormabug
- 1834 - 1823 v.Chr. Warad-Sin
- 1823 - 1763 v.Chr. Rim-Sin

Dynastie Isin (Amorieten) (2017 - 1794 v.Chr.)
- 1895 - 1874 v.Chr. Bur-Sin
- 1874 - 1869 v.Chr. Lipit-Enlil
- 1869 - 1861 v.Chr. Irra-Irnitti
- 1861 - 1837 v.Chr. Enlil-Bani
- 1837 - 1834 v.Chr. Zambia
- 1834 - 1831 v.Chr. Iter-Pisha
- 1831 - 1828 v.Chr. Ur-Dukuga
- 1828 - 1817 v.Chr. Sin-Magir
- 1816 - 1794 v.Chr. Damiqilisu

### China
- ca. 1900 v.Chr. - In China wordt het eerste brons gesmeed om er wijnbekers van te maken, in een dal van de Yang Tse.

## Belangrijke personen
- Amenemhat III, farao van de 12e dynastie van Egypte.

<< · 20e · 19e · 18e · 17e · 16e · 15e · 14e · 13e · 12e · 11e · >>